# Junior Stanislas
Junior Stanislas (* 26. November 1989 in London) ist ein englischer Fußballspieler, der zuletzt als Flügelspieler beim AFC Bournemouth in der Premier League spielte. Seit Sommer 2023 ist er vereinslos.

## Karriere
Der in Kidbrooke, London, geborene Stanislas kam 2000 im Alter von 10 Jahren als Schüler zu West Ham United. Er spielte zuerst für die Reservemannschaft des Vereins und wurde 2008 zu Southend United ausgeliehen für die er seine ersten Spiele im Profifußball absolvierte.  In allen Wettbewerben bestritt er für Southend insgesamt neun Spiele und erzielte dabei drei Tore.
Stanislas gab sein Debüt in West Ham in Premier League am 16. März 2009 gegen den Tabellenletzten West Bromwich Albion, als er Savio Nsereko in der zweiten Hälfte ablöste. Er erzielte sein erstes Tor in seinem ersten Startelfeinsatz für den Verein, bei einem 2:0-Heimsieg gegen den AFC Sunderland am 4. April. Am 9. April unterzeichnete er seinen ersten professionellen Vertrag, der eine Laufzeit von viereinhalb Jahren hatte. Letztlich konnte sich Stanislas jedoch nicht als Stammspieler etablieren.
Im August 2011 wechselte er zum damaligen Zweitligisten  FC Burnley und unterschrieb dort einen Vertrag mit dreijähriger Laufzeit. Stanislas machte insgesamt 32 Einsätze in seiner Debütsaison für Burnley und erzielte keine Tore. In seiner zweiten Saison im Turf Moor war Stanislas wieder Stammspieler und trat in allen außer 11 Ligaspielen auf, wobei er 5 Treffer erzielte.
2014 wurde Stanislas ein neuer Vertrag angeboten. Er entschied sich jedoch zu einem Wechsel zu AFC Bournemouth. In der darauffolgenden Saison 2014/15 gelang der Aufstieg mit Bournemouth, Stanislas trug damit mit einem Tor in 13 Spielen bei. Seine ersten Premier-League-Tore für den Verein kamen am 28. November 2015, als er zwei späte Treffer gegen den FC Everton erzielte. Im September 2018 unterzeichnete er eine Vertragsverlängerung mit Bournemouth bis 2021.

## Weiteres
Sein Vater stammt aus St. Lucia, weshalb er auch für dessen Nationalmannschaft spielberechtigt wäre.